# Uitgeverij De Fontein
Uitgeverij De Fontein is een Nederlandse uitgeverij. Ze is een onderdeel van de VBK Uitgeversgroep. Het bedrijf was lang gevestigd te Baarn. In 2011 werd een pand in de stad Utrecht betrokken. Van 2009 tot 2012 was de uitgeverij gefuseerd met Tirion Uitgevers tot Uitgeverij De Fontein|Tirion, om daarna weer alleen verder te gaan.

## Geschiedenis
De Fontein werd opgericht in 1946. In 1998 werd uitgeverij De Kern onderdeel van het fonds, en die imprintnaam is in gebruik gebleven tot 2013. Daarna worden alle uitgaven onder de naam De Fontein uitgebracht.

## Uitgaven
Het uitgaveaanbod is gevarieerd en betreft thrillers, romans, graphic novels en jeugdliteratuur.
De uitgaven zijn te verdelen in drie categorieën. Ten eerste zijn dat thrillers en (waargebeurde) misdaadboeken van binnen- en buitenlandse auteurs, zoals Albert Cornelis Baantjer. Na 1998 ging de uitgeverij zich ook richten op populaire fictie, verhalende non-fictie en dieetboeken. Tot de auteurs behoren onder andere Karen Rose, Jojo Moyes en Diney Costeloe. Ook wordt de detectivereeks De Cock uitgegeven, voortgezet door Peter Römer na het overlijden van Appie Baantjer in 2010. Binnen de jeugdboeken worden boeken van Mel Wallis de Vries, Margje Woodrow, Cis Meijer, Jozua Douglas en Niki Smit buitgegeven. Ook worden er buitenlandse graphic novels vertaald als Het leven van een Loser, Dagboek van een muts en Evi en eenhoorn. Ook klassieke jeugdliteratuur in vertaling als de boeken van Roald Dahl waaronder Sjakie en de chocoladefabriek worden verzorgd. Andere jeugdliteratuur betreft de boeken van Jeff Kinney, Bette Westera, Marion van de Coolwijk en Jacqueline Wilson.

### Manga
De Fontein geeft sinds 2024 "internationale" en Japanse manga uit.
| Titel         | Auteur(s)                                                                    | Jaar (origineel) | Delen (origineel) | Status (origineel) | Jaar (NL)    | Delen (NL) | Status (NL) |
| ------------- | ---------------------------------------------------------------------------- | ---------------- | ----------------- | ------------------ | ------------ | ---------- | ----------- |
| Goldfish [de] | Nana Yaa                                                                     | 2016 – 2019      | 3                 | Voltooid           | 2024         | 3          | Voltooid    |
| Unico         | Osamu Tezuka (originele manga) Samuel Sattin (teksten) Gurihiru (tekeningen) | 2024 – heden     | 2                 | Bezig              | 2024 – heden | 1          | Bezig       |
| Limbo         | Ana C. Sánchez                                                               | 2021 – heden     | 2                 | Bezig              | 2025 – heden | 2          | Bezig       |
| Yaiba         | Gosho Aoyama                                                                 | 1988 – 1993      | 24                | Voltooid           | 2025 – heden | 0          | Bezig       |

## Imprints
- De Fontein - thrillers, misdaad en romans
- De Kern (van 1998 tot 2013) - romans en non-fictie voor vrouwen
- De Fontein Jeugd